# Chemical Abstracts
Chemical Abstracts（略称CA、ケミアブ）は、アメリカ化学会の下部組織CASが発行している化学および関連分野の文献抄録誌である。1907年に創刊され、現在では化学の研究用の巨大データベースとして世界中で利用されている。日本語ではケミカル・アブストラクト、ケミカル・アブストラクツなど。
冊子体は非常に大きい（1年で厚さ数メートルとなる）が、1996年以降はCD-ROM版も発刊されている。また、現在はすべての内容がデータベース化され、オンラインでの利用が可能である。オンラインの利用は従量制による課金が中心である。冊子体およびCD-ROM版は、購読料・使用料が三百万円程度と高価であるが、理工系の大学図書館や企業の研究部門では幅広く利用されている。近年は、冊子体やCD-ROM版に代わり、オンラインで簡便に検索できる「SciFinder」とよばれるシステムによる利用が普及している。

## 構成
冊子体のCAは、本体の抄録誌以外に、巻末・累積の2種類の索引、ならびに索引案内が別に発行されており、通常の雑誌とは違ってかなり複雑な構成を持つ。また、それらをまとめた形で2種類のCD-ROM（CA on CDとCI on CD）も発行されている。以下に各項目について述べる。

### Weekly Abstract Issue（本誌：週刊抄録）
化学および関連分野について、世界中の約9,500種類の定期刊行物、50の特許庁の公報、学会要旨、新刊図書、学位論文などの抄録が掲載されている。毎週1号ずつ発行される。
CAに収録されている項目は以下のものである。ただし、原文が英語以外のものは収録時に英訳される。
抄録番号 (CA Abstract Number)
それぞれの抄録記事に割り振られた固有の番号。【104:80777】というように、【巻数:番号】という形式からなる。
書誌事項
題名、著者・発明者の氏名と所属、出典(雑誌名、特許番号、CODEN　/　ISSN　/　ISBN など)、使用言語、文献の種類(論文・特許・総説など)、その他。
CA Section (1-80)
内容による80項目の分類。また、大きく5つの分野(生化学・有機化学・高分子化学・応用化学・物理/無機/分析化学)にまとめられている。
抄録本文
特有の省略語が使用される。例えば、preparation → prepn。
キーワード
文献内で用いられた物質のCAS登録番号。例えば【99685-96-8】というような番号。
その他必要事項
また、各号には、以下に示す3種類の「号末索引」(Issue Index) がついており、それぞれから目的とする記事の抄録番号を検索できるようになっている。
著者索引 (Author Index)
著者など、人物名から抄録を検索するときに使用。
キーワード索引 (Keyword Index)
題名や本文から、目的とする語を含むものを検索するときに使用。
特許索引 (Patent Index)
特許について、出願国および特許番号から検索するときに使用。
各号は半年毎に1巻としてまとめられ、下記の「巻末索引」が作成される。

### CA Volume Index（巻末索引）
巻末索引は各巻毎、すなわち半年に1度発行される索引である。半年分のCA抄録番号を、次の5項目のいずれからでも検索できるように作成されている。
著者索引 (Author Index)
号末索引と同く、人物名から検索するときに使用。
特許索引 (Patent Index)
号末索引と同じく、特許番号から検索するときに使用。
化学物質索引 (Chemical Substance Index)
使用された物質の名前から抄録を検索するときに使用。ただし、CAではIUPAC名とは多少異なる命名をしていることがあるので注意が必要である。また、全ての物質にCAS登録番号が割り振られている。
分子式索引 (Formula Index)
使用された物質の分子式から検索するときに使用。
一般項目索引 (General Subject Index)
物質以外の用語から検索するときに使用。

### CA Collective Index（CI、累積索引）
累積索引は10巻（通常5年）毎に発行される索引集である。巻末索引と同様の5項目別に編集されている。5年分の内容を一度に検索可能であるため、利便性が高い。
また、以前は環構造索引 (Index of Ring Systems) なども発行されていたが、現在では廃止された。なお、上記の各索引も年代によっては発行されていなかったり、目的別に分割されていたこともある。

### Index Guide（索引案内）
索引案内はだいたい隔年に発行される。CAでの命名法や一般項目の内容などが記されている。なおCAではときどき命名法の改定などが行われるため、各巻で整合性がない場合があるが、その場合は索引案内に変更点が記載されている。

### CA on CD
抄録と巻末索引をCD-ROMにまとめたもので、年毎に発行される。冊子体の索引項目以外にも、雑誌名や発行年、使用言語など、全部で18項目からの検索が可能となっている。

### CI on CD
累積索引をCD-ROMにしたもので、5年毎に作成される。"CA on CD" と同様に、18項目からの検索が可能である。

## 歴史
1907年にアメリカ国立標準局ではじめられた。